# Schorseneer
Schorseneer (Scorzonera) is een geslacht uit de composietenfamilie (Asteraceae of Compositae).
The Plant List accepteert 110 soortnamen. Volgens de Flora of China bestaat het geslacht uit circa 180 soorten die voorkomen in Noord-Afrika, Europa en Azië. Volgens de Flora of North America bestaat het geslacht uit circa 175 soorten die voorkomen in Europa en Azië; in Noord-Amerika zijn twee soorten geïntroduceerd.
De grote schorseneer (Scorzonera hispanica) is een bekende wortelgroente die wordt verkocht onder de naam 'schorseneren'.

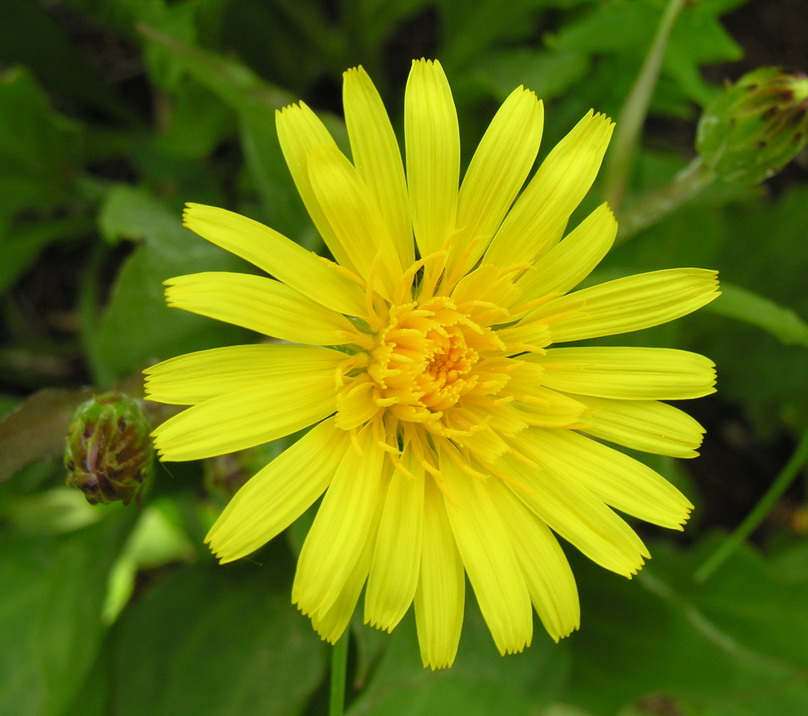
Kleine schorseneer (Scorzonera humilis)
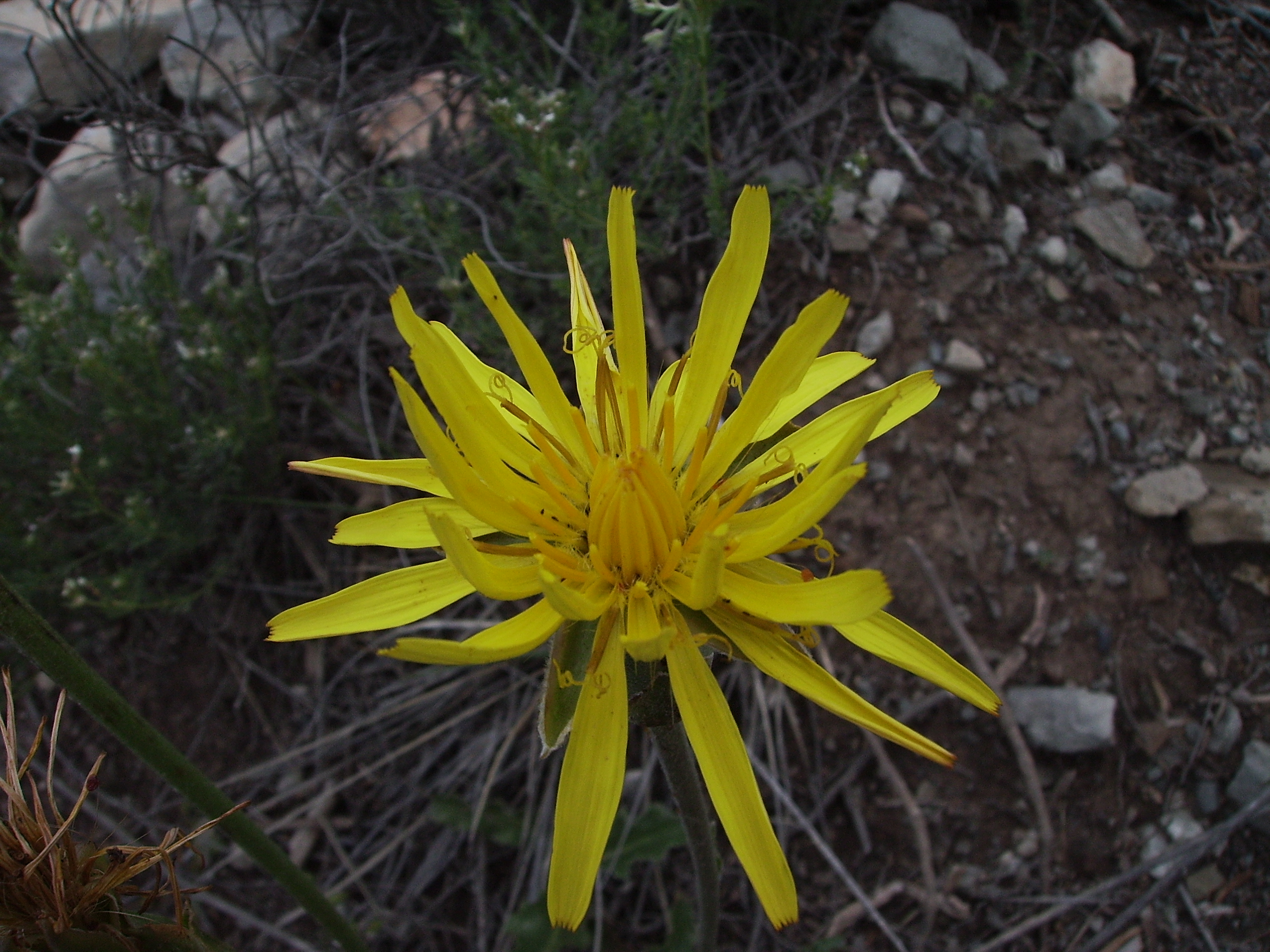
Steelzaad (Scorzonera laciniata)
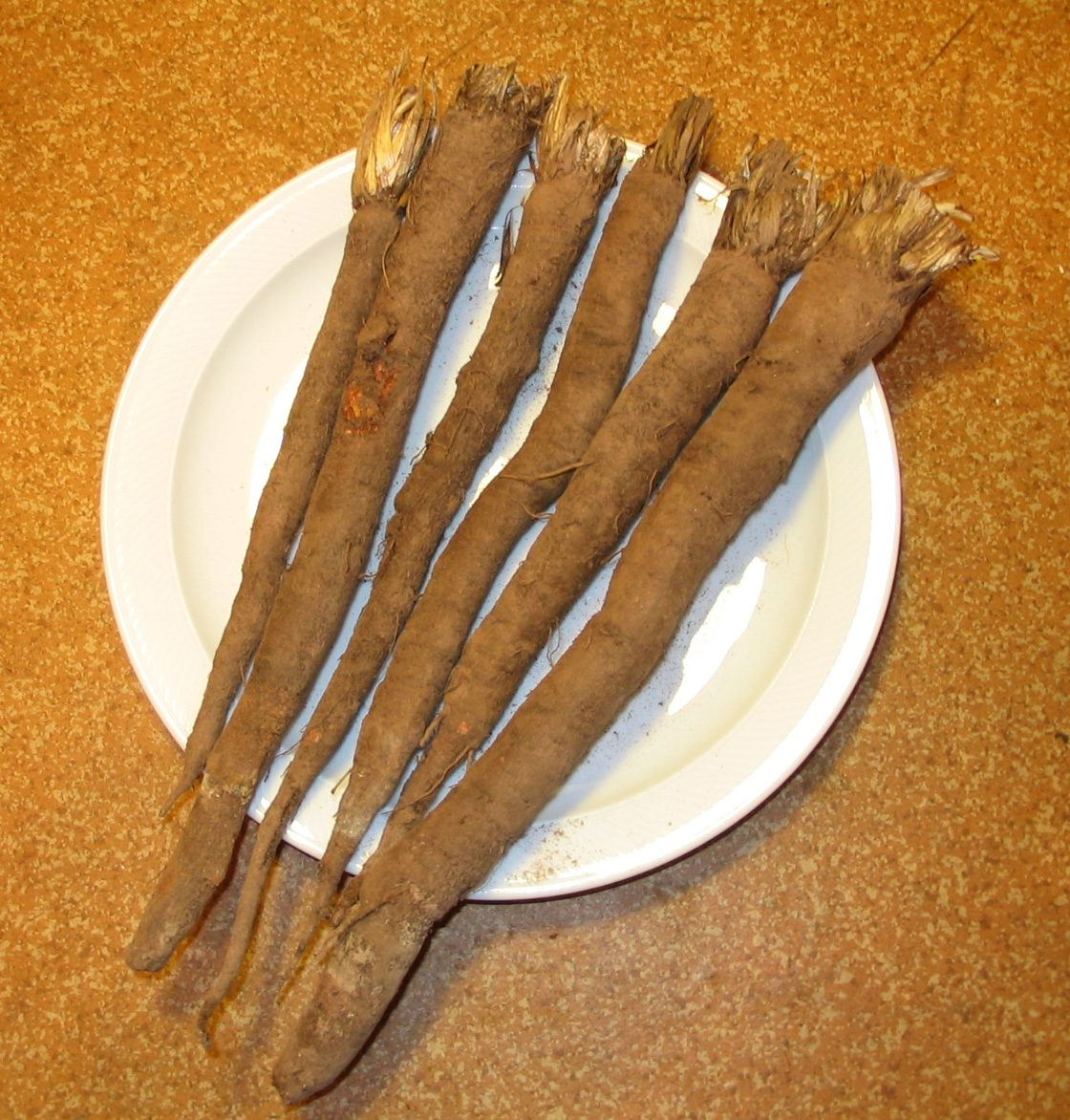
Schorseneren